# Geroldsgrün
Geroldsgrün est une commune de Bavière (Allemagne), située dans l'arrondissement de Hof, dans le district de Haute-Franconie.

## Curiosités touristiques

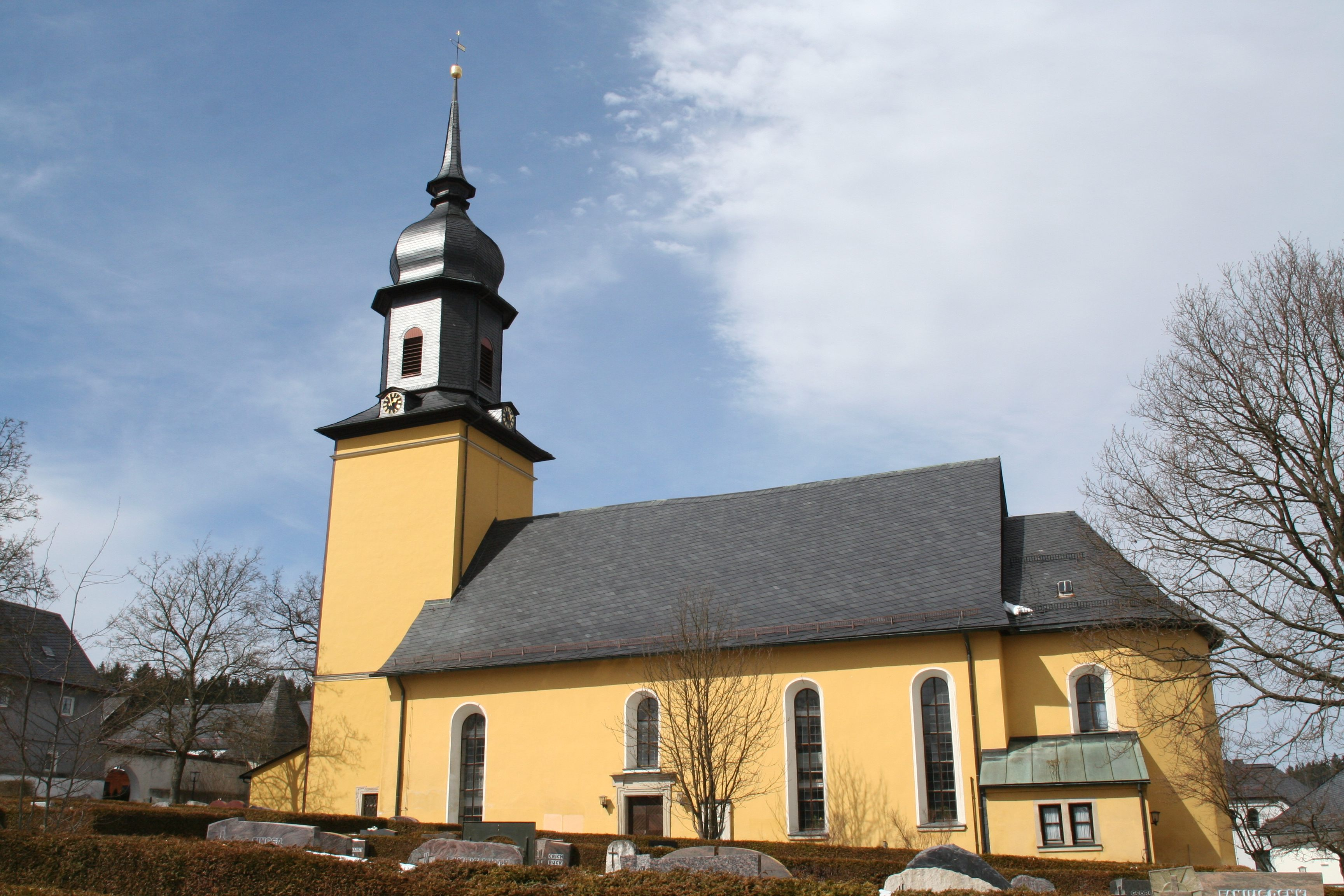
L'église Saint-Jacques (2008)

- L'église fortifiée, de style baroque
- la tour de guet de Frankenwarte (1930)
- Les carrières souterraines d'ardoise Lotharheil
- La source Max-Marien dans le faubourg de Langenau[1]